# Teatre Cinema Albéniz
El Teatre Cinema Albéniz era una obra de Girona inclosa a l'Inventari del Patrimoni Arquitectònic de Catalunya.

## Descripció
És un edifici que ocupa una parcel·la rectangular que dona al carrer Jeroni Real de Fontclara, si bé tenia l'accés principal des dels porxos de la Plaça de la Independència. L'interior s'estructura en dos nivells amb la planta i el pis. Aquest és suportat per columnes de fosa i presenta una barana també metàl·lica. L'ornamentació de l'interior es concentra sobretot en el perímetre de la boca de l'escenari amb elements daurats i en el sostre amb una gran llanterna. Les butaques han estat renovades. Guarden un cert interès el vestíbul i l'espai d'accés a la sala amb ornamentacions de caràcter clàssic. La façana exterior de més interès donava al jardí que havia a la banda de la plaça. Al construir l'edifici dels porxos en el jardí, aquella façana deixà de ser visible des de l'exterior.

## Història
Antigament hi havia hagut una tanca de caràcter modernista de la façana del jardí que donava a la plaça Sant Agustí, l'actual Plaça de la Independència. L'aspecte que presentava el local responia a una remodelació feta l'any 1922-1923. Anteriorment ja funcionava un local d'aquest tipus en aquell mateix lloc. Al cinema Albéniz s'hi accedia pel jardí i gaudia d'una sala que també permetia celebrar-hi representacions teatrals i concerts, tot i que aquest últim tipus d'esdeveniments no eren especialment populars, a causa de les imperfeccions acústiques de la sala. També es va fer servir com a auditori per a mítings polítics. En alguna ocasió en què l'estrena d'una pel·lícula venia precedida d'una fama formidable, la cua per a comprar entrades podia arribar fins al Monument als Defensors de Girona, situat al centre de la plaça. La sortida d'emergència del cinema Albéniz es trobava al carrer de Jeroni Real de Fontclara, on més endavant va passar a ser l'accés principal, després de la reconstrucció.
L'antic Teatre Albéniz va ser enderrocat i, en el seu lloc, l'any 1998 s'hi van edificar uns multicines moderns que varen mantenir el nom original. Només es va conservar la part de l'escenari, reconvertit en un local nocturn. Un dels projectors de l'antic cinema, que va funcionar des de 1930 a 1970, s'exposa actualment al Museu del Cinema de Girona.
Tot i la seva reobertura, el 30 de juny del 2022, després de gairebé 24 anys, els cinemes Albéniz van tancar sense donar explicacions; les pèrdues econòmiques derivades de la pandèmia i les restriccions i la crisi del sector dificultaven la continuïtat de l'espai des de feia temps.